# Sexy Wives Sindrome
Pour plus de détails, voir Fiche technique et Distribution.
Sexy Wives Sindrome est un téléfilm américain réalisé par Jim Wynorski et sorti en 2011. C'est une comédie dramatique érotique.

## Fiche technique
- Titre : Sexy Wives Sindrome
- Réalisateur : Jim Wynorski
- Scénario :
- Producteur :
- Société de production :
- Société de distribution :
- Musique :
- Pays d'origine :  États-Unis
- Langue d'origine : Anglais
- Lieu de tournage : Malibu, Californie, États-Unis.
- Genre : Comédie dramatique érotique
- Format : Couleurs
- Durée : 1h 18 minutes
- Dates de sortie :
  -  États-Unis 5 février 2011

## Distribution
- Frankie Cullen : Mark
- Cindy Lucas : l'infirmière Kayla Belmont
- Angie Savage : Lucy
- Erika Jordan : Diana
- Julie K. Smith : docteure Anderson / Jane Grabowski
- Rebecca Love : Mandy
- Billy Chappell : Shug (crédité comme Tony Marino)
- Glori-Anne Gilbert : mrs. Berg
- Frank Harper : mr. Berg
- Diana Terranova : Carol McGuire